# Joeri Sjargin
Joeri Georgijevitsj Sjargin (Russisch: Юрий Георгиевич Шаргин) (Engels, 20 maart 1960) is een Russisch voormalig ruimtevaarder. Sjargin’s eerste en enige ruimtevlucht was Sojoez TMA-5 en begon op 14 oktober 2004. Het ging om een missie naar het Internationaal ruimtestation ISS.
Sjargin werd in 1996 geselecteerd als astronaut en in 2008 ging hij als astronaut met pensioen. Hij ontving de eretitel Piloot-Kosmonaut van de Russische Federatie. 